# Opsiphanes cassina
Opsiphanes cassina es una especie de mariposa (orden Lepidoptera) de la familia Nymphalidae. Se localiza desde México a la cuenca del Amazonas y las distintas subespecies de México a Panamá. Entre las plantas hospederas se encuentran la Acrocomia vinifiera, Cocos nucifera y Bactris (Arecaceae). (DeVries, 1987).
Opsiphanes pertenece a la tribu Brassolini. Generalmente las hembras de este grupo ponen los huevos solitarios o en grupos, estos pueden ser redondeados, lisos u ornamentados. Las larvas son lisas y presentan una importante característica: tienen una glándula eversible protorácica que produce ácido fórmico que repele a los depredadores. (Chacón et al., 2007).
Las larvas solo se alimentan de plantas monocotiledóneas. El género Opsiphanes se presenta como plaga en plantaciones de palma africana. (Chacón et al., 2007).

## Estadios de la larva
En etapas tempranas o estados inmaduros presenta un cuerpo verde pálido o crema con la línea media dorsal bien visible y la cápsula de la cabeza densamente peluda. Posteriormente la larva madura es verde con rayas longitudinales amarillas y bífidas colas café; la cápsula de la cabeza con un área blanca en medio de la cara además de tres o cuatro pares de cuernos, en el área alrededor de la mandíbula presenta un «bigote» (DeVries, 1987).

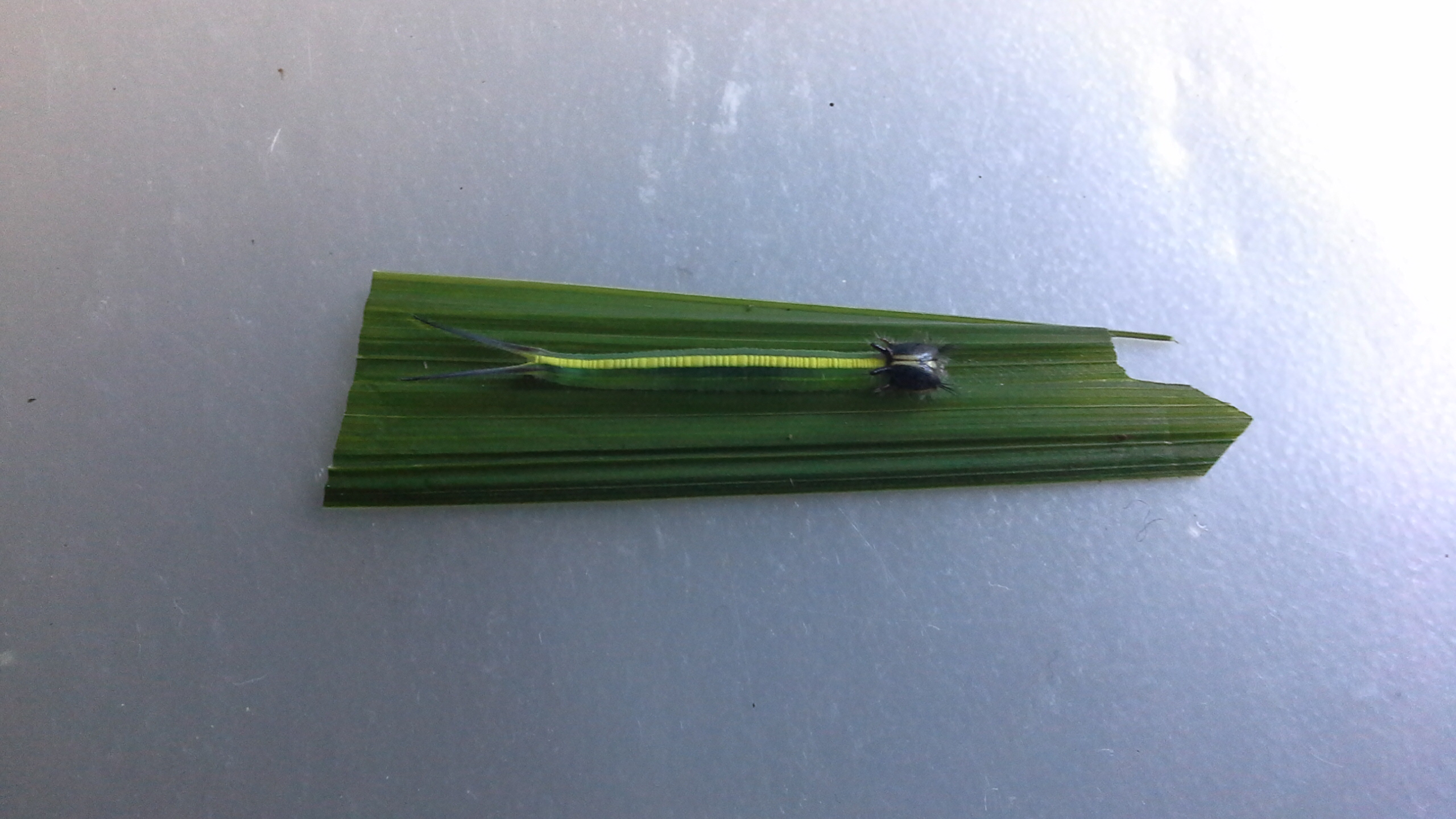
Larva en estado inmaduro

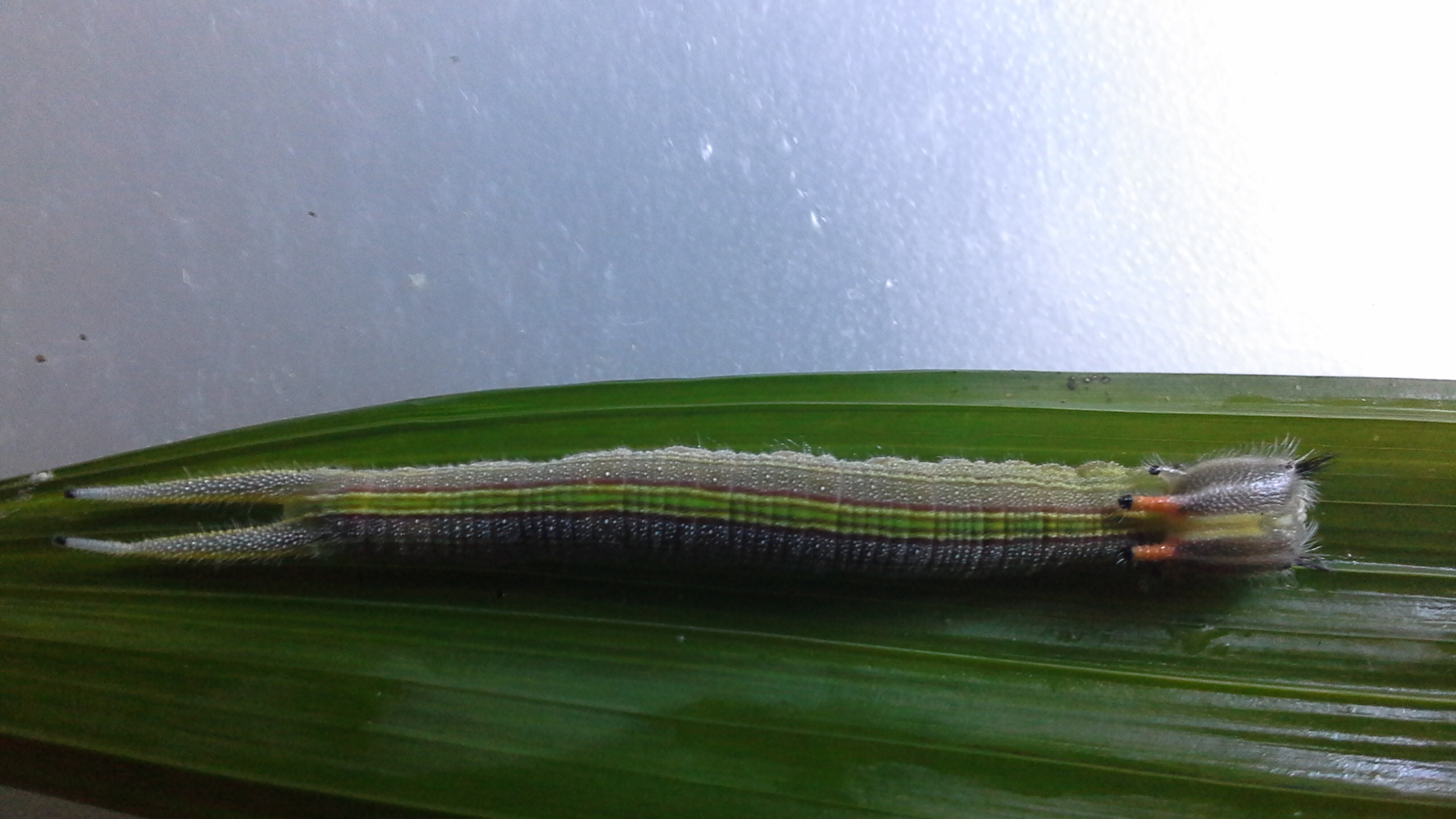
Larva en estado maduro.

## Hábitats
Se encuentra desde el nivel del mar hasta los 1400 metros. Es más común en áreas de crecimiento secundario, y es la única especie Opsiphanes que aparentemente puede llegar a tolerar la época de sequía severa en las tierras bajas de Guanacaste en Costa Rica. De manera frecuente se pueden encontrar en la oscuridad en las calles de San José la capital de Costa Rica, volando alrededor de las palmas altas o de igual manera en las playas en los alrededores de donde crecen las palmas de coco. Durante el día los individuos se encuentran descansando en la parte inferior de las hojas de palma. (DeVries, 1987).
Aunque puede encontrarse durante todo el año en la mayor parte de los hábitats, es más común en la vertiente del Pacífico durante la época lluviosa, mientras que durante la estación seca en el Atlántico de Costa Rica. (DeVries, 1987).
Asimismo, de acuerdo a estudios del INBIO estas mariposas se conservan en la zona Norte de Costa Rica, en las tierras bajas del Caribe, en Sarapiquí, la Península de Osa y lugares con características similares.